# Силва Капутикян
Силва Капутикян (на арменски: Սիլվա Կապուտիկյան) е арменска поетеса, писателка, политически активист, белетрист и публицист, и академик.

## Биография и творчество
Сирвард „Силва“ Капутикян е родена на 20 януари 1919 г. в Ереван, Армения, в семейството на Барунак Капутикян, който е национална фигура, редактор редактор на революционен вестник, и бежанец от Ван от турските кланета. Той умира от холера през 1919 г., месеци след раждането на дъщеря му.
Учи в средното училище „Елена Крупская“. На 13-годишна възраст пише първото си стихотворение „Отговор на Туманян“, което е публикувано през декември 1933 г. във вестник „Пионерски зов“.
Завършва арменска филология във филологическия факултет на Ереванския университет през 1941 г. и Висшите литературни курсове в Института за световна литература „Горки“ в периода 1949 – 1950 г..
През 1941 г. става член на Съюза на писателите на Армения, а през 1945 г. става член на ВКП(б).
Първата ѝ стихосбирка „Օրերի հետ“ (С дните) е публикувана през 1945 г. След това има издадени 60 – 70 стихосбирки на различни езици – арменски, руски, английски, грузински, литовски, украински, турски и други. Две основни теми на нейните творби са националната идентичност и лириката. Има около 40 стихотворения за деца.
В годините 1962 – 1963 и 1973 г. пътува из общностите на арменската диаспора в Близкия изток (Ливан, Сирия, Египет, Иран и Йерусалим), Северна Америка (САЩ и Канада), Франция и Етиопия. През 1964 и 1976 г. тя публикува две книги за пътуванията си там – „Քարավանները դեռ քայլում են“ (Караваните все още вървят) и „Խճանկար հոգու և քարտեզի գույներից“ (Мозайка от цветовете на душата), в които събрани разкази съставени до голяма степен от оцелелите от геноцида и техните потомци. Нейните книги от 60-те и 70-те години се фокусират върху историята на арменския народ и неговото бъдеще, което тя винаги изобразява в оптимистични картини.
През последните години от живота си пише и в областта на публицистиката – „Моето време“, „Не мога да мълча“, „Последната камбана“.
През 1952 г. е удостоена с наградата на СССР (Сталинска награда) за стихосбирката си „Իմ հարազատները“ (Моите роднини), през 1970 г. е удостоена с отличието Заслужил деятел на културата на Арменска ССР, през 1970 г. получава званието заслужил деятел на културата на Грузия, а през 1988 г. с държавната награда на Арменска ССР и италианската литературна награда „Nosidie". Почетен гражданин е на Ереван от 1986 г. През 1998 г. е обявена за Жена на годината от Международния географски институт в Кеймбридж. Награждавана е с много медали и ордени.
Била е член на председателството на Съюза на писателите на Армения, член на председателството на Комитета за културни връзки с арменската диаспора, академик на Националната академия на науките на Република Армения, член на Международните академии на природните науки и социални науки. Избрана е за член на Върховния съвет на Арменската ССР.
Та е първата съпруга на арменския поет Ованес Шираз и майка на скулптора Ара Шираз.
Силва Капутикян умира по време на операция за счупен крак на 25 август 2006 г. в Ереван. След поклонение проведено в Ереванския оперен театър на 29 януари е погребана в почетния еревански Пантеон Комитас.
На нейно име е кръстена улица в Ереван. През 2009 г. домът ѝ е превърнат в къща музей за нейното дело.

## Произведения
частично представяне
- Օրերի հետ (1945)
- Զանգվի ափին (1947)
- Այս իմ երկիրն է (1949)
- Իմ հարազատները (1951)
- Սրտաբաց զրույց (1955)
- Բարի երթ (1957)
- Մի տարով էլ մեծացանք (1958)
- Մտորումներ ճանապարհի կեսին (1961)
- Բանաստեղծութիւններ (1963)
- Քարավանները դեռ քայլում են (1964)
- Յոթ կայարաններ (1966)
- Իմ էջը (1968)
- Փոքրիկ Արա, ականջ արա (1971)
- Դեպի խորքը լեռան (1972)
- Բանաստեղծություններ (1974) – сборник
- Խճանկար հոգու և քարտեզի գույներից (1976)
- Իմ ժամանակը (1979) – пътепис
- Լիլիթ (1981) – поезия
- Ձմեռ է գալիս (1983)
- Ծաղկանոց (1984)
- Գիրս մնաց հիշատակող (1988)
- Գույներ նույն խճանկարից (1989)
- Գիրս մնաց յիշատակող (1990)
- Հոգու նույն երթուղիներով (1993)
- Ոսկեհատիկ (1994)
- Տագնապ (1994)
- Գիրս մնաց յիշատակող (1996)
- Էջեր փակ գզրոցներից (1997)
- Երգ սիրո մասին (1999)
- Նվիրում (1999)
- Չեմ կարող լռել (2000) – публицистика
- Իմ կածանը աշխարհի ճանապարհներին (2002) – пътепис
- Հայերգություն (2004) – поезия
- Յոթ տասնյակ տարի (2004) – поезия
- Նա իր գոյությամբ սրբացնում էր մթնոլորտը (2004) – мемоари
- Սիրերգություն (2004)

### Издадени на български език
- Лирика, изд.: „Народна култура“, София (1959), прев. Христо Радевски